# Pangeogladiella subapicalis
Pangeogladiella subapicalis är en tvåvingeart som beskrevs av Jezek 2002. Pangeogladiella subapicalis ingår i släktet Pangeogladiella och familjen fjärilsmyggor. Inga underarter finns listade i Catalogue of Life.